# Малоти-Дракенсберг
Малоти-Дракенсберг (англ. Maloti-Drakensberg Park) — национальный парк в восточной части Лесото. Является объектом Всемирного наследия, основанным 11 июня 2001 года путём объединения национального парка Сехлабатебе в Королевстве Лесото и парка «Ухахламба-Дракенсберг» в Квазулу-Натале (Южно-Африканская Республика). Самая высокая вершина — Тхабана-Нтленьяна, высота которой составляет 3482 метра.

## История

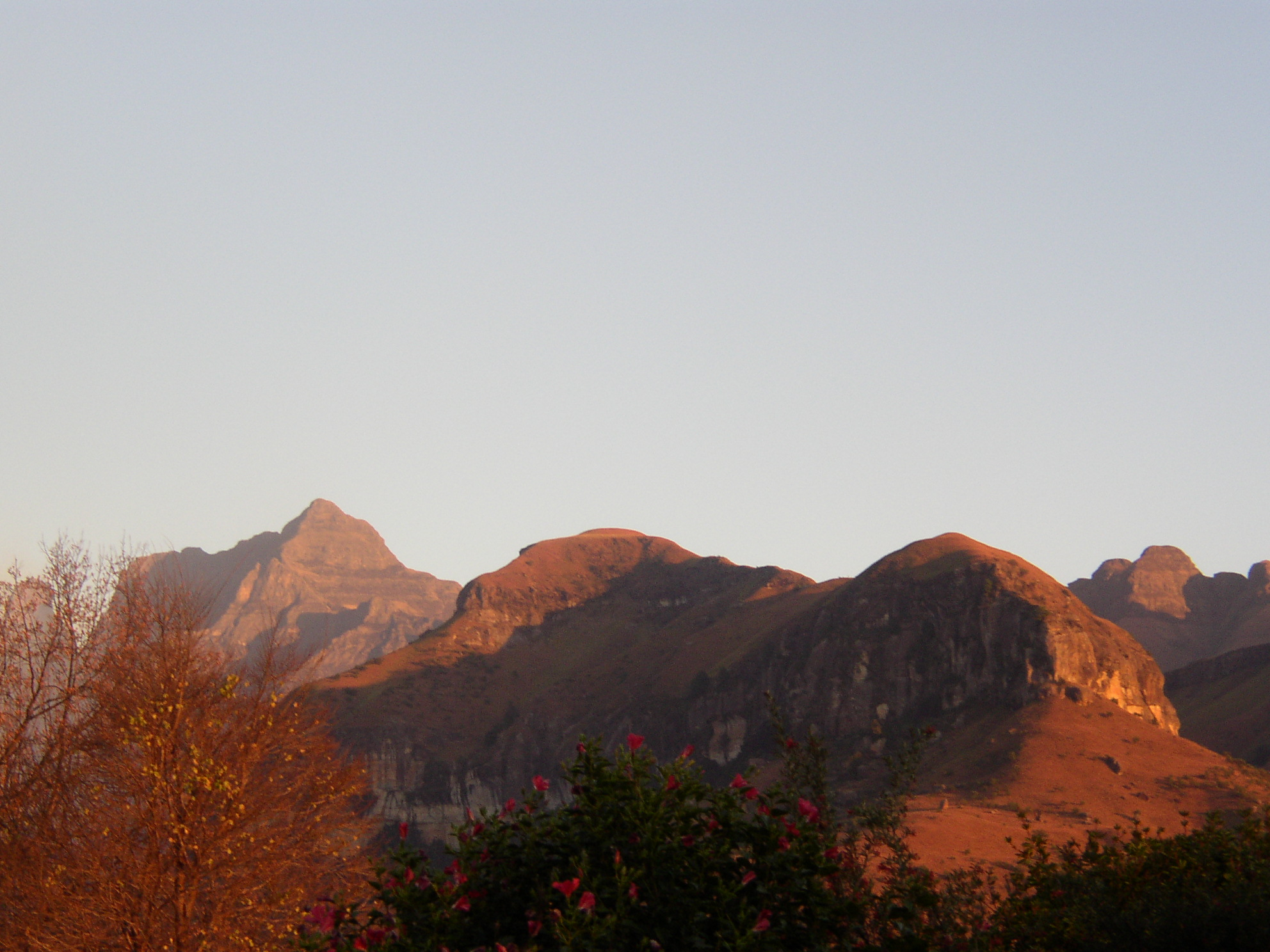
Горы парка вечером

«Малоти-Дракенсберг» включает в себя: национальный парк «Голден-Гейт-Хайлендс», природный заповедник «Стеркфонтейн-Дэм» (оба в провинции Фри-Стейт) и «Королевский национальный парк Натал» (Квазулу-Натал) в Южно-Африканской Республике; а также природный заповедник «Боконг» и национальный парк «Целаньяне» в Лесото.
«Малоти-Дракенсберг» расположен в Драконовых горах, которые образуют самые высокие районы субрегиона, и поддерживает уникальные горные и субальпийские экосистемы. Эти экосистемы обладают глобально значимым биоразнообразием растений и животных, уникальными местами обитания и высоким уровнем эндемизма. В парке также находится величайшая галерея наскального искусства в мире с сотнями памятников и многими тысячами изображений, написанных бушменами.
Трансграничная зона охраны и развития «Малоти-Дракенсберг» была задумана как трансграничная охраняемая территория площадью около 8 113 км², из которых 5 170 км² (64 %) в Лесото и 2 943 км² (36 %) в ЮАР.